# Nicolás Siri
Nicolás Hernán Siri Cagno, noto semplicemente come Nicolás Siri (Montevideo, 17 aprile 2004), è un calciatore uruguaiano, attaccante del Lommel in prestito dal Montevideo City Torque.

## Caratteristiche tecniche
È un centravanti forte fisicamente, abile nel gioco aereo e nel gioco spalle alla porta.
Nel 2021, è stato inserito nella lista "Next Generation" dei sessanta migliori talenti nati nel 2004, redatta dal quotidiano inglese The Guardian.

## Carriera

### Club

#### Danubio
Cresciuto nel settore giovanile del Danubio, debutta in prima squadra il 20 settembre 2020 in occasione dell'incontro di Primera División Profesional pareggiato 2-2 contro il Boston River. Il 13 marzo 2021 realizza la sua prima rete segnando il gol del momentaneo pareggio nell'incontro vinto 2-1 contro il Nacional; una settimana più tardi, realizza la sua prima tripletta nell'ampia vittoria per 5-1 contro il Boston River. Nell'occasione, diventa il secondo giocatore professionista più giovane a segnare una tripletta in un incontro ufficiale, dietro solamente a Trevor Francis.

#### Montevideo City
Il 27 agosto 2021, Siri viene ingaggiato dal Montevideo City Torque, con cui firma un contratto valido fino al 30 giugno 2027.

### Nazionale
Nel 2019, prende parte con la nazionale Under-15 uruguayana al campionato sudamericano di categoria.
Nel gennaio del 2023, viene incluso da Marcelo Broli nella rosa della nazionale Under-20 uruguaiana partecipante al campionato sudamericano di categoria in Colombia., arrivando in finale e perdendo contro il Brasile.
L'8 maggio 2023 viene convocato per il Mondiale di categoria in Argentina.

## Statistiche
Statistiche aggiornate al 20 marzo 2021.

### Presenze e reti nei club
| Stagione        | Squadra         | Campionato      | Campionato | Campionato | Coppe nazionali | Coppe nazionali | Coppe nazionali | Coppe continentali | Coppe continentali | Coppe continentali | Altre coppe | Altre coppe | Altre coppe | Totale | Totale | Totale |
| Stagione        | Squadra         | Comp            | Pres       | Reti       | Comp            | Pres            | Reti            | Comp               | Pres               | Reti               | Comp        | Pres        | Reti        | Pres   | Reti   |        |
| --------------- | --------------- | --------------- | ---------- | ---------- | --------------- | --------------- | --------------- | ------------------ | ------------------ | ------------------ | ----------- | ----------- | ----------- | ------ | ------ | ------ |
| 2020            | Danubio         | PD              | 8          | 4          |                 | -               | -               |                    | -                  | -                  |             | -           | -           | 8      | 4      |        |
| Totale carriera | Totale carriera | Totale carriera | 8          | 4          |                 | -               | -               |                    | -                  | -                  |             | -           | -           | 8      | 4      |        |